# Montse Romaní Draper
Montse Romaní Draper (Lloret de Mar, la Selva, 1968) és una artista, investigadora de l'art, feminista i professora universitària catalana.
Montse Romaní treballa des de la investigació i la producció artística en l'espai d'intersecció entre la cultura visual, les pedagogies feministes i les pràctiques artístiques col·laboratives. És docent del Grau en Arts i Disseny de l'Escola Massana i professora col·laboradora del Màster en Gestió Cultural de la Universitat Oberta de Catalunya. Forma part del col·lectiu artístic Subtramas. Resident a Barcelona, on també té el seu lloc de treball, des de 1992 treballa en el camp de la gestió cultural en diferents projectes de caràcter independent i institucional. En els últims anys desenvolupa la seva activitat com a comissària independent prenent com a eix de la seva investigació les articulacions entre la pràctica artística, les transformacions urbanes i la teoria política. Cal destacar els projectes: Non Place Urban Realm, South London Gallery, Londres (1999); Imaginant Identitats, Espai 22a, Barcelona (2000); Memòria Urbana i Espectacle, Fundació Espais, Girona (2002); Benvingut a Banyoles, Llotja del Tint, Banyoles (2002) i Just do it! Gènere, performativitat i narratives del Treball, amb María Ruido i Virginia Villaplana, 11a Mostra Internacional de Films de Dones de Barcelona (2003). L'any 2000 va rebre un premi al projecte expositiu realitzat a les sales de la Fundació Espais de Girona.